# バツ (通貨)
バツ(Vatu)は、バヌアツの通貨単位。国際通貨コード(ISO 4217)は、VUV。略称として、Vtが使われることがある。独立後の1982年にニューヘブリディーズ・フラン(New Hebrides Franc)とオーストラリア・ドルに替わる通貨として発行された。また、タイ王国の通貨であるバーツとは無関係。
バツの補助通貨単位はない。補助通貨単位が設けられなかった理由の1つは、ニューカレドニアやフランス領ポリネシアで使われているCFPフランと同等の価値を設定したためである。バツの交換レートは固定ではないが、いくつかの通貨から構成された通貨バスケットに連動していると言われている。1バツ=1.11円(2008年9月27日現在)
バヌアツの住民は、計算などを単純にするため便宜的に100バツを1ドルと呼ぶことがある。これにはもう1つ理由がある。バヌアツの主な観光客の出身国であるオーストラリアやニュージーランドの1ドル硬貨は、それぞれ25mmと23mmであり、23mmの100バツ硬貨とほぼ同じ大きさである。現地の商店では、多くの場合、国を問わずドルを商品の代価として受け取る。

## 硬貨
1983年に1, 2, 5, 10, 20, 50バツ硬貨、1988年に100バツ硬貨が発行された。また、50バツの記念銀貨が複数発行されている。
| 額面    | 成分                 | 直径  |
| ------- | -------------------- | ----- |
| 1バツ   | ニッケルと真鍮の合金 | 16 mm |
| 2バツ   | ニッケルと真鍮の合金 | 19 mm |
| 5バツ   | ニッケルと真鍮の合金 | 23 mm |
| 10バツ  | 白銅                 | 24 mm |
| 20バツ  | 白銅                 | 28 mm |
| 50バツ  | 白銅                 | 33 mm |
| 100バツ | ニッケルと真鍮の合金 | 23 mm |

## 紙幣
1982年にバヌアツ中央銀行によって100, 500, 1000バツ紙幣が発行され、1989年には5000バツ紙幣が発行された。1989年にバヌアツ中央銀行からバヌアツ準備銀行に組織が変わったのに伴い貨幣発行を引き継ぎ、1993年に500, 1000バツ紙幣を発行、1995年には200バツ紙幣を発行した。